# أمير التنس
أمير التنس (باليابانية: テニスの王子様، بالروماجي: Tenisu no Ōjisama) هي سلسلة مانغا يابانيَّة حول لاعب تنس فذ من تأليف ورسم تاكيشي كونومي. نشرت في اليابان لأول مرة في مجلة شوئيشا الأسبوعية عام 1999. وتمت الحلقة الأخيرة منه في 3 مارس 2008، بعد أن نشرت 379 حلقة منه في 42 مجلد، وقد بيعت منها أكثر من 40 مليون نسخة في اليابان.
بسبب نجاح السلسلة، تم الإعلان عن إصدار جديد لأمير التنس في مجلة جمب سكوير في الرابع من مارس 2009. وتبدأ قصة السلسلة الجديدة بعد عدة أشهر من انتهاء القصة السابقة.
تم تحويل سلسلة القصة إلى مسلسل أنيمي من إخراج تاكايوكي حمانا، رسومات ترانس آرت، وشارك في الإنتاج نيهون للإعلان وتلفزيون طوكيو. بثت حلقات الأنيمي في اليابان على تلفزيون قمر الأنيمي الصناعي وعلى شبكة تلفزيون طوكيو في العاشر من أكتوبر 2001 وحتى 30 مارس 2005، وغطت ما مجموعة 178 حلقة وفلم. خلال أبريل 2006 تم إنتاج نسخة الفيديو من تلك الحلقات وتم إصدارها على أقراص DVD. سلسلة الفيديو الثانية بدأت في 22 جنون 2007 بعد 3 أشهر من انتهاء سلسلة الفيديو الأولى. كما بدأ إنتاج السلسلة الثالثة من الحلقات في 25 أبريل 2008.

## القصة
تدور أحداث القصة في طوكيو، حول ريوما إيشزين معجزة كرة المضرب، والذي كان يدرس في أكاديمية سيشين، وهي مدرسة خاصة تشتهر بنادي التنس القوي بها وبلاعبين التنس الموهوبين. وبعد فترة وجيزة، تمكن ريوما من تأمين مقعد لنفسه كواحد من الفريق الأساسي في سعيه لتحقيق الهدف النهائي المتمثل في الفوز بالبطولة الوطنية الشرقية لكرة المضرب. كعضو في فريق التنس، استطاع تكوين صداقات عديدة أثناء تدربه وتعلمه لمهارات وتكيكات جديدة في لعبة التنس. كما بدأ ريوما بابتكار أسلوبه وتكتيكه الخاص في الوقت الذي بدأ يدرك ما تعنيه هذه اللعبة بالنسبة له.

## الشخصيات

### الشخصيات الرئيسية
ريوما إيتشيزين (باليابانية: •越前 リョーマ، بالروماجي: Echizen Ryōma)
أداء صوتي: جونكو ميناغاوا
الطول 151 سنتيمتر فصيلة الدم: O يوم الميلاد: 24 ديسمبر اليد التي يستخدمها: كلتا اليدين المادة المفضلة: العلوم اللون المفضل: الفضي، هو بطل الرواية في هذه السلسلة، ريوما وهو طالب في السنة الأولى بأكاديمية سيغاكو وابن نانجيرو إيتشيزن، الذي كان يعرف سابقا باسم «الساموراي نانجيرو» خلال أيامه كلاعب تنس محترف. كان أول ظهور له عندما كان ينتقد طالب في الثانوية بشأن معرفته التنس في مترو الإنفاق. انه كثيرا ما يقول «مادا مادا دانيه» لمعارضيه، والذي يعني «أنت ما زال أمامك طريقا لتقطعه» أو«لم ينتهي الأمر بعد». في القصة، فهو يظهر عادة إما غارقا في شرب البونتا (الفانتا في المانغا)، أو نائماً إذا لم يكن يلعب التنس كان من الممكن ان يصبح الرقم واحد في العالم، ريوما إيتشيزين لاعب من السنة الأولى في فريق سيغاكو، وسمي بالولد الصغير من قبل زميله في الفريق آيجي، إتشيزين كبر في الولايات المتّحدة ويعرف الإنجليزية (العديد من الزملاء يحترمونه لهذا).
كونيميتسو تيزوكا (باليابانية: 手塚 国光، بالروماجي: Tezuka Kunimitsu)
أداء صوتي: ريوتارو أوكيايو
الطول 179 سنتيمتر فصيلة الدم: O يوم الميلاد: 7 أكتوبر اليد التي يستخدمها: اليسرى المادة المفضلة: التّاريخ العالميّ اللون المفضل: أخضر / أزرق الهوايات: تسلق الجبال والمخيم والسمك، تيزوكا هو كابتن نادي التنس وطالب في السنة الثالثة بأكاديمية سيغاكو. لاعب في الفريق الوطني ونائب قائد الفريق في العام الفائت قبل بدء أحداث القصة. تيزوكا جاد في كل شيء، وأحد عباراته الشهيرة هي «لا تفقد حذرك». تيزوكا يضع قيادته للفريق وأدائه في اللعبة قبل أي شيء آخر، بما في ذلك مساعيه الخاصة وكابتن سيغاكو، وهو محترم من قبل كل أعضاء الفريق وأيضا من قبل اللاعبين في مدارس التنس العليا الأخرى، وهو في السنة الثالثة واوشك على التخرج، وبالرغم من أن تيزوكا لا يبتسم إلا أن له الكثير من المعجبات. يرى تيزوكا الإمكانية العظيمة في ريوما إتشيزين وعلمه معنى لعب التنس معه بالرغم من إصابة ذراعه.
شويتشيرو أويشي (باليابانية: 大石 秀一郎، بالروماجي: Ōishi Shūichirō)
أداء صوتي: تاكايوكي كوندو
الطول 175سنتيمتر فصيلة الدم: O يوم الميلاد: 30 أبريل اليد التي يستخدمها: اليمنى المادة المفضلة: الإنجليزية اللون المفضل: أبيض الهواية: السباحة، الاكواريوم (حوض السمك)، أويشي هو طالب في السنة الثالثة في أكاديمية سيغاكو ونائب قائد نادي التنس. ويشكل مع إيجي كيكوماريو ثنائي سيغاكو الذهبيي، كان هو الفريق الثنائي الفائز بالبطولة الوطنية في العام الفائت قبل بداية القصة. وهو صبور جدا وملاحظ جيد. أويشي شخصية مسؤولة جدا وتهتم كثيرًا بالفريق وهو شخص طيب جدا يهتم بجميع أعضاء الفريق، وأويشي صديق حميم لتيزوكا وهو نائب الكابتن، يلعب مع إيجي لعب ثنائي ويطلق عليهما بـ الثنائي الذهبي الذي لا يهزم. وهو بمثابة «أم سيغاكو» لكثرة قلقه علی أعضاء الفريق.
شوسكي فوجي (باليابانية: 不二 周助، بالروماجي: Fuji Shūsuke)
أداء صوتي: يوكي كايدا
الطول 167 سنتيمتر فصيلة الدم: B يوم الميلاد: 19 فبراير اليد التي يستخدمها: اليمنى اللون المفضل: البيج الهواية: التصوير فوجي هو طالب في السنة الثالثة بأكاديمية سيغاكو الذي منح لقب «العبقري» أو «الاعجوبه» نظرا لبراعته التكتيكية في ملعب التنس. فوجي غالبا ما يبدو هاديء ووجه معبر، وعينيه تقريبا مغلقة ويبتسم باستخفاف. ومع ذلك، عندما يتحمس، يستفز، أو عندما يلعب بجد، تظهر عيون فوجي الزرقاء الحادة. فوجي في التنس يلعب في الوسط، والذي يستخدم قوة الضربة لإرسال كرات عادة غير قابل للإرجاع للصد فوجي معروف بـ عبقري التنس، وهو مشهور جدا بين لاعبي المنطقة، مهارته بعد مهارة تيزوكا، ولديه أخ الذي يذهب إلى مدرسة تنس أخرى كي لا يقارن باخيه الأكبر فوجي، فوجي دائما يبتسم ولا يهمه الموضوع الذي يوضع به وهذا يعطيه مظهر الودود، بالرغم من انه لاعب تنس قوي.
ساداهارو إينوي (باليابانية: 乾 貞治، بالروماجي: Inui Sadaharu)
أداء صوتي: كينجيرو تسودا
الطول 184سم فصيلة الدم: AB اليد: اليمنى يوم الميلاد: 3 يونيو المادة المفضلة: الفيزياء اللون المفضل: الاسود الهواية: صنع عصير الخضروات معلومات أخرى: عقل الفريق، ياخذ بيانات كل المباريات ويكتب معلومات عن منافسي الفريق، وهو ذو مهارة من بعد تيزوكا وفوجي.
إيجي كيكومارو (باليابانية: 菊丸 英二، بالروماجي: Kikumaru Eiji)
أداء صوتي: هيروكي تاكاهاشي
هو طالب في السنة الثالثة ويشكل مع شويشيرو أويشي «االثنائي الذهبي». باستخدام طريقته البهلوانية، يمكنه تقريبا من صد أي كرة، وحتى تلك التي تبدو بعيدة عن متناول الإنسان. إيجي معروف عنه الراقبة الحادة على الفريق، مع موهبة فريدة لرؤية الأشياء تتحرك بسرعة. قوله المفضل هو «هوي هوي». عندما يلعب في المباريات فدائما ما ترتسم ابتسامة كبيرة على وجهه، هو معروف جيّدًا لمسرحيّته البهلوانيّة مع أويشي، المعروفون بثنائي سيغاكو الذهبي، لدى إيجي شخصيّة رائعة بالرغم من أنه يحبّ مداعبة الآخرين أيضًا.
تاكيشي موموشيرو (باليابانية: 桃城 武، بالروماجي: Momoshiro Takeshi)
أداء صوتي: ماسايا أونوساكا
الطول 170 فصيلة الدم: O يوم الميلاد: 23 يوليو اليد: اليمنى المادة المفضلة: الرياضيات اللون المفضل: الأحمر الهواية: الموسيقى والألعاب، يسمى بـ مومو تشان، ويلعب كرات ساحقه.
تاكاشي كاوامورا (باليابانية: 河村 隆، بالروماجي: Kawamura Takashi)
أداء صوتي: نارو كاواموتو
الطول 180 سم فصيلة الدم: A يوم الميلاد: 18 نوفمبر اليد التي يستخدمها: اليمنى المادة المفضلة: الرياضيات اللون المفضل: مائي، خجول جدا، ويتغير بشدة عندما يمسك بالمضرب.
كاورو كايدو (باليابانية: 海堂 薫، بالروماجي: Kaidō Kaoru)
أداء صوتي: كوهيه كياسو
الطول 173 فصيلة الدم: B يوم الميلاد: 11 مايو اليد: اليمنى المادة المفضلة: الإنجليزي اللون المفضل: الأزرق الهواية: المرثون. ويلقب بالافعی من قبل زملائه وهو جاد وسريع الغضب، يلعب تحت أوامر إينوي ليحسن مهاراته.
سوميري ريوزاكي (باليابانية: 竜崎 スミレ، بالروماجي: Ryūzaki Sumire)
أداء صوتي: شيزوكا أوكوهيرا

### نادي فودومين
كيبي تاتشيبانا (باليابانية: 橘 桔平، بالروماجي: Tachibana Kippei)
أداء صوتي: يوشيهيسا كاواهارا
اللاعب القوميّ السّابق الذي نقل إلى فودومين.
أكيرا كاميو (باليابانية: 神尾 アキラ، بالروماجي: Kamio Akira)
أداء صوتي: تشيهيرو سوزوكي
أسرع لاعب في الفريق.
شينجي إيبو (باليابانية: 伊武 深司، بالروماجي: Ibu Shinji)
أداء صوتي: إيجي مورياما [الإنجليزية]
لديه مهارات التي ينافس فيها فوجي شوسوكي.
تيتسو إيشيدا (باليابانية: 石田 鉄، بالروماجي: Ishida Tetsu)
أداء صوتي: تاكيشي مايدا
كيوسوكي أوتشيمورا (باليابانية: 内村 京介، بالروماجي: Uchimura Kyōsuke)
أداء صوتي: كوهيه كياسو
هو معروف مقاتل فدوماين الأماميّ ويلعب في لعبة الأضعاف.
آن تاتشيبانا (باليابانية: 橘杏، بالروماجي: Tachibana An)
أداء صوتي: أكيكو كيمورا
أخت الكابتن تاتشيبانا الأصغر، لاعبة تنس جيّده ومطلعة أيضًا جدًا لكل لاعبي التنس المنافسين في المنطقة. تلعب كثيرًا في ملعب تنس الشّارع.

### نادي سانت رودولف
يوشيرو أكازاوا (باليابانية: 赤沢 吉郎، بالروماجي: Akazawa Yoshirō)
أداء صوتي: ماسامي إيواساكي
قائد أكازاوا مع لعب أويشي وكيكومارو في لعبة الأضعاف. ركّز أكازاوا هجمات هائلة على كيكومارو.
تاكويا نومورا (باليابانية: 野村 拓也، بالروماجي: Nomura Takuya)
أداء صوتي: تاكايوكي كوندو
هاجيمي ميزوكي (باليابانية: 観月 はじめ، بالروماجي: Mizuki Hajime)
أداء صوتي: أكيرا إيشيدا
هو مدير الفريق ولاعب ذكي، ويجمع بيانات منافسي فريقه.
يوتا فوجي (باليابانية: 不二 裕太، بالروماجي: Fuji Yūta)
أداء صوتي: ماكوتو توميتا
هو شقيق فوجي شوسوكي الأصغر، هو هدفه في لعب التنس أن يصبح أفضل من أخيه في أحد الأيام.
إيتشيرو كانيدا (باليابانية: 金田 一郎، بالروماجي: Kaneda Ichirō)
أداء صوتي: يوشيهيسا كاواهارا
لاعب ذكي الذي ساهم بالأفكار في هزيمة ثنائي سيغاكو الذهبي أثناء لعبته المزدوجة مع أكازاوا.
شينيا ياناغيساوا (باليابانية: 柳沢 慎也، بالروماجي: Yanagisawa Shin'ya)
أداء صوتي: نوريهيسا موري
أتسوشي كيسارازو (باليابانية: 木更津 淳، بالروماجي: Kisarazu Atsushi)
أداء صوتي: ساتوشي تسوروكا

### نادي يامابوكي
كينتارو مينامي (باليابانية: 南 健太郎، بالروماجي: Minami Kentarō)
أداء صوتي: ماساكي إيشيكاوا
ماسامي هيغاشيكاتا (باليابانية: 東方 雅美، بالروماجي: Higashikata Masami)
أداء صوتي: يوشيكازو ناغانو
كيوسومي سينغوكو (باليابانية: 千石 清純، بالروماجي: Sengoku Kiyosumi)
أداء صوتي: كوسكي توريومي
جين أكوتسو (باليابانية: 亜久津 仁، بالروماجي: Akutsu Jin)
أداء صوتي: نوزومو ساساكي
اعتاد أكوتسو ممارسة الكراتيه ويجد التّنس مملّ جدًّا.
إيتشيوما كيتا و إيناكيتشي نيتوبي (باليابانية: 喜多 一馬 & 新渡米 稲吉، بالروماجي: Ichiuma Kita and Inakichi Nitobe)
أداء صوتي: ريوتارو أوكيايو (إيتشيوما)، كي واتانابي (إيناكيتشي)
توجي موروماتشي (باليابانية: 室町 十次، بالروماجي: Muromachi Tōji)
أداء صوتي: تاكايوكي هيرانو
تايتشي دان (باليابانية: 壇 太一، بالروماجي: Dan Taichi)
أداء صوتي: يوميكو كوباياشي
ميكيا باندا (باليابانية: 伴田幹也، بالروماجي: Banda Mikaya)
أداء صوتي: كازوهيكو نيشيماتسو
هو المدرّب الحكيم والقديم ليامابوكي. هزم سيغاكو مرّة عندما كان نانجيرو إتشيزين في الفريق، منافس قديم ومنافس كبير لسيغاكو.

### أكاديمية هيوتي
كيغو أتوبي (باليابانية: 跡部 景吾، بالروماجي: Atobe Keigo)
أداء صوتي: جونيتشي سوابي
هو كابتن هايوتيي الذي هزم كابتن سيغاكو السّابق في مباراة السنة الماضية، ولاعب المستوى القومي.
مونيهيرو كاباجي (باليابانية: 樺地 崇弘، بالروماجي: Kabaji Munehiro)
أداء صوتي: ساتوشي تسوروكا
جيرو أكوتاغاوا (باليابانية: 芥川 慈郎، بالروماجي: Akutagawa Jirō)
أداء صوتي: يوجي أويدا
يوشي أوشيتاري (باليابانية: 忍足 侑士، بالروماجي: Oshitari Yūshi)
أداء صوتي: هيدينوبو كيوتشي
غاكوتو موكاهي (باليابانية: 向日 岳人، بالروماجي: Mukahi Gakuto)
أداء صوتي: سويتشيرو هوشي
ريو شيشيدو (باليابانية: 宍戸 亮، بالروماجي: Shishido Ryō)
أداء صوتي: توشيوكي كوسودا
تشوتارو أوتوري (باليابانية: 鳳 長太郎، بالروماجي: Ōtori Chōtarō)
أداء صوتي: دايسكي ناميكاوا
واماشي هيوشي (باليابانية: 日吉 若، بالروماجي: Hiyoshi Wakashi)
أداء صوتي: ماسامي إيواساكي

### جوسي شونن
آوي هانامورا (باليابانية: 華村 葵، بالروماجي: Hanamura Aoi)
أداء صوتي: كاوري ياماغاتا [الإنجليزية]
تاكاهيسا كاجيموتو (باليابانية: 梶本 貴久، بالروماجي: Kajimoto Takahisa)
أداء صوتي: كاتسويوكي كونيشي
هيروشي واكاتو (باليابانية: 若人弘، بالروماجي: Wakato Hiroshi)
أداء صوتي: ماسامي كيكوتشي
ريجي شينجو (باليابانية: 神城玲治، بالروماجي: Shinjo Reiji)
أداء صوتي: ريوجي كاساهارا
يوهي تاناكا (باليابانية: 田中洋平، بالروماجي: Tanaka Yohei)
أداء صوتي: تشيكو هيجوتشي
شو أوتا (باليابانية: 太田翔، بالروماجي: Oota Shou)
أداء صوتي: ريو نايتو

### مدرسة روكاكو المتوسط
كينتارو آوي (باليابانية: 葵　剣太郎، بالروماجي: Aōi Kentarō)
أداء صوتي: توشيوكي تويوناغا
كوجيرو سايكي (باليابانية: 佐伯 虎次郎، بالروماجي: Saeki Kojirō)
أداء صوتي: كاتسواكي أريما [الإنجليزية]
هيكارو أماني (باليابانية: 天根 ヒカル، بالروماجي: Amane Hikaru)
أداء صوتي: كوسوكي تاكيوتشي
هاروكازي كوروباني (باليابانية: 黒羽 春風، بالروماجي: Kurobane Harukaze)
أداء صوتي: متزيهيرو أوغورو
ماريهيكو إيتسو (باليابانية: 樹 希彦، بالروماجي: Itsuki Marehiko)
أداء صوتي: تاكيهيرو هاسو
ريو كيسارازو (باليابانية: 木更津　亮، بالروماجي: Kisarazu Ryō)
أداء صوتي: هيروكي تاكاهاشي
ساتوشي شودو (باليابانية: 首藤聪، بالروماجي: Satoshi)
أداء صوتي: تاكايوكي كوندو (أنمي)، توشيوكي كوسودا (أوفا)

### مدرسة ريكايداي المتوسطة
سيتشي يوكيمورا (باليابانية: 幸村 精市، بالروماجي: Yukimura Seiichi)
أداء صوتي: ساتشيكو ناغاي
غينيتشيرو سانادا (باليابانية: 真田 弦一郎، بالروماجي: Sanada Gen'ichirō)
أداء صوتي: تايتن كوسونوكي
رينجي ياناغي (باليابانية: 柳 蓮二، بالروماجي: Yanagi Renji)
أداء صوتي: إيجي تاكيموتو
أكايا كيريهارا (باليابانية: 切原 赤也، بالروماجي: Kirihara Akaya)
أداء صوتي: شوتارو موريكوبو
هيروشي ياغيو (باليابانية: 柳生 比呂士، بالروماجي: Yagyū Hiroshi)
أداء صوتي: إيسوكي تسودا
ماساهارو نيو (باليابانية: 仁王 雅治، بالروماجي: Niō Masaharu)
أداء صوتي: يوكي ماسدا
بونتا ماروي (باليابانية: 丸井 ブン太، بالروماجي: Marui Bunta)
أداء صوتي: نوزومي تاكاهاشي [الإنجليزية]
جاكال كواهارا (باليابانية: ジャッカル 桑原، بالروماجي: Jakkaru Kuwahara)
أداء صوتي: نوبويوكي هياما

### مدرسة شيتينهوجي المتوسطة
أوسامو واتانابي (باليابانية: 渡邊 オサム، بالروماجي: Watanabe Osamu)
أداء صوتي: كوجي يوسا
كورانوسوكي شيرايشي (باليابانية: 白石 蔵ノ介، بالروماجي: Shiraishi Kuranosuke)
أداء صوتي: يوشيماسا هوسويا
كينجيرو كويشيكاوا (باليابانية: 小石川 健二郎، بالروماجي: Koishikawa Kenjirō)
أداء صوتي: ساتوشي هينو
سينوري تشيتوسي (باليابانية: 千歳 千里، بالروماجي: Chitose Senri)
أداء صوتي: جون أوسوكا
كينيا أوشيتاري (باليابانية: 忍足 謙也، بالروماجي: Oshitari Ken'ya)
أداء صوتي: جون فوكوياما
هيكارو زايزين (باليابانية: 財前 光، بالروماجي: Zaizen Hikaru)
أداء صوتي: هيروفومي أراكي
غين إيشيدا (باليابانية: 石田 銀، بالروماجي: Ishida Gin)
أداء صوتي: ماسايا تاكاتسوكا [الإنجليزية]
كوهارو كونجيكي و يوجي هيتوجي (باليابانية: 金色 小春 & 一氏 ユウジ، بالروماجي: Konjiki Koharu and Hitōji Yuuji)
أداء صوتي: ريو نايتو (موهارو)، سوغورو كومابوتشي (يوجي)
كينتارو توياما (باليابانية: 遠山 金太郎، بالروماجي: Tōyama Kintarō)
أداء صوتي: يو سوغيموتو [الإنجليزية]

### مدرسة هيغا المتوسطة
إيشيرو كيتي (باليابانية: 木手 永四郎، بالروماجي: Kite Eishirō)
أداء صوتي: تاروسكي شينغاكي
يوجيرو كاي (باليابانية: 甲斐 裕次郎، بالروماجي: Kai Yūjirō)
أداء صوتي: دايسوكي ناكامورا
هيروشي تشين (باليابانية: 知念 寛، بالروماجي: Chinen Hiroshi)
أداء صوتي: كازويا سويوشي
كي تانيشي (باليابانية: 田仁志 慧، بالروماجي: Tanishi Kei)
أداء صوتي: يوجي أويدا
رين هيراكوبا (باليابانية: 平古場 凛، بالروماجي: Hirakoba Rin)
أداء صوتي: هيرويوكي يوشينو
تومويا شيرانوي و آراغاكي كويتشي (باليابانية: 不知火知弥 & 新垣浩一، بالروماجي: Shiranui Tomoya and Aragaki Kōichi)
أداء صوتي: إينوي سوغورو (تومويا)، كاكو ريون (آراغاكي)

### الفريق الأمريكي (أنمي)
ريتشارد بيكر (باليابانية: リチャードベイカー ، بالروماجي: Richādo Beikā)
:كيفن سميث' (باليابانية: ケビン・スミス، بالروماجي: Kebin Sumisu)
أداء صوتي: ريكو كيوتشي
أرنولد إجغناشوف (باليابانية: アーノルド・イグニショフ، بالروماجي: Ānorudo Igunishofu)
أداء صوتي: يوشياكي ماتسوموتو
بوبي ماكس (باليابانية: ボビー・マックス، بالروماجي: Bobī Makkusu)
أداء صوتي: هاري كانيكو
توم غريفي و تيري غريفي (باليابانية: トム・グリフィー & テリー・グリフィー، بالروماجي: Tomu Gurifī and Terī Gurifī)
أداء صوتي: كازوناري كوجيما (توم)، مايكو إيتو (تيري)
بيلي كاسيدي (باليابانية: ビリー・キャシディ، بالروماجي: Birī Kyashidi)
أداء صوتي: يوتو كازاما
مايكل لي (باليابانية: マイケル・リー، بالروماجي: Maikeru Rī)
أداء صوتي: إيشين تشيبا

### شخصيات أخرى
نانجيرو إيتشزين (باليابانية: 越前 南次郎، بالروماجي: Echizen Nanjirō)
أداء صوتي: تاكاشي ماتسوياما
ساكونو ريوزاكي (باليابانية: 竜崎 桜乃، بالروماجي: Ryūzaki Sakuno)
أداء صوتي: ميكاكو تاكاهاشي
توموكا أوساكادا (باليابانية: 小坂田 朋香، بالروماجي: Osakada Tomoka)
أداء صوتي: فويوكا أورا
ساتوشي هوريو (باليابانية: 堀尾 聡史، بالروماجي: Horio Satoshi)
أداء صوتي: شيغينوري يامازاكي [الإنجليزية]
كاتشيرو كاتو (باليابانية: 加藤 勝郎، بالروماجي: Katō Kachirō)
أداء صوتي: أكيرا ناكاغاوا
كاتسو ميزونو (باليابانية: 水野 カツオ، بالروماجي: Mizuno Katsuo)
أداء صوتي: كي واتانابي
ماساشي أراي (باليابانية: 荒井 将史، بالروماجي: Arai Masashi)
أداء صوتي: نوريهيسا موري
مامورو إينوي (باليابانية: 井上 守، بالروماجي: Inoue Mamoru)
أداء صوتي: هوزمي غودا
ساوري شيبا (باليابانية: 芝砂 織، بالروماجي: Shiba Saori)
أداء صوتي: نوريكو ناميكي
ناناكو إيتشيزن (باليابانية: 越前 菜々子، بالروماجي: Echizen Nanako)
أداء صوتي: رينا ساتو
رينكو إيتشيزين (باليابانية: 越前 りんこ، بالروماجي: Echizen Rinko)
أداء صوتي: يوكي ناكاو (الحلقة 5)، جونكو ميناغاوا (الحلقة 129)
ساسابي (باليابانية: 笹部، بالروماجي: Sasabe)
أداء صوتي: يوشياكي ماتسوموتو
ميوكي تشيتوسي (باليابانية: みゆき千歳، بالروماجي: Chitose Miyuki)
أداء صوتي: رينا ساتو
ليليدينت كراوسر (باليابانية: リリアデント・クラウザー（蔵兎座）، بالروماجي:  Ririadento Kurauzā)
أداء صوتي: تتسيا كاكيهارا

## وصلات خارجية
- أمير التنس على موقع ANN manga (الإنجليزية)